# Eaea
Eaea è un singolo della cantante spagnola Blanca Paloma, pubblicato il 20 dicembre 2022.

## Descrizione
Eaea è stata scritta da Blanca Paloma insieme a Jose Pablo Polo e Álvaro Tato; Polo ne è anche il produttore. Inizialmente destinata a un altro artista e inviata all'emittente radiotelevisiva spagnola RTVE insieme a un altro brano, Plumas de nácar come potenziali partecipanti al Benidorm Fest 2023, è stata registrata dall'autrice Blanca Paloma in seguito al feedback positivo ricevuto. La canzone si presenta come una ninna nanna il cui testo parla di «un amore incondizionato che va oltre la morte».

## Promozione

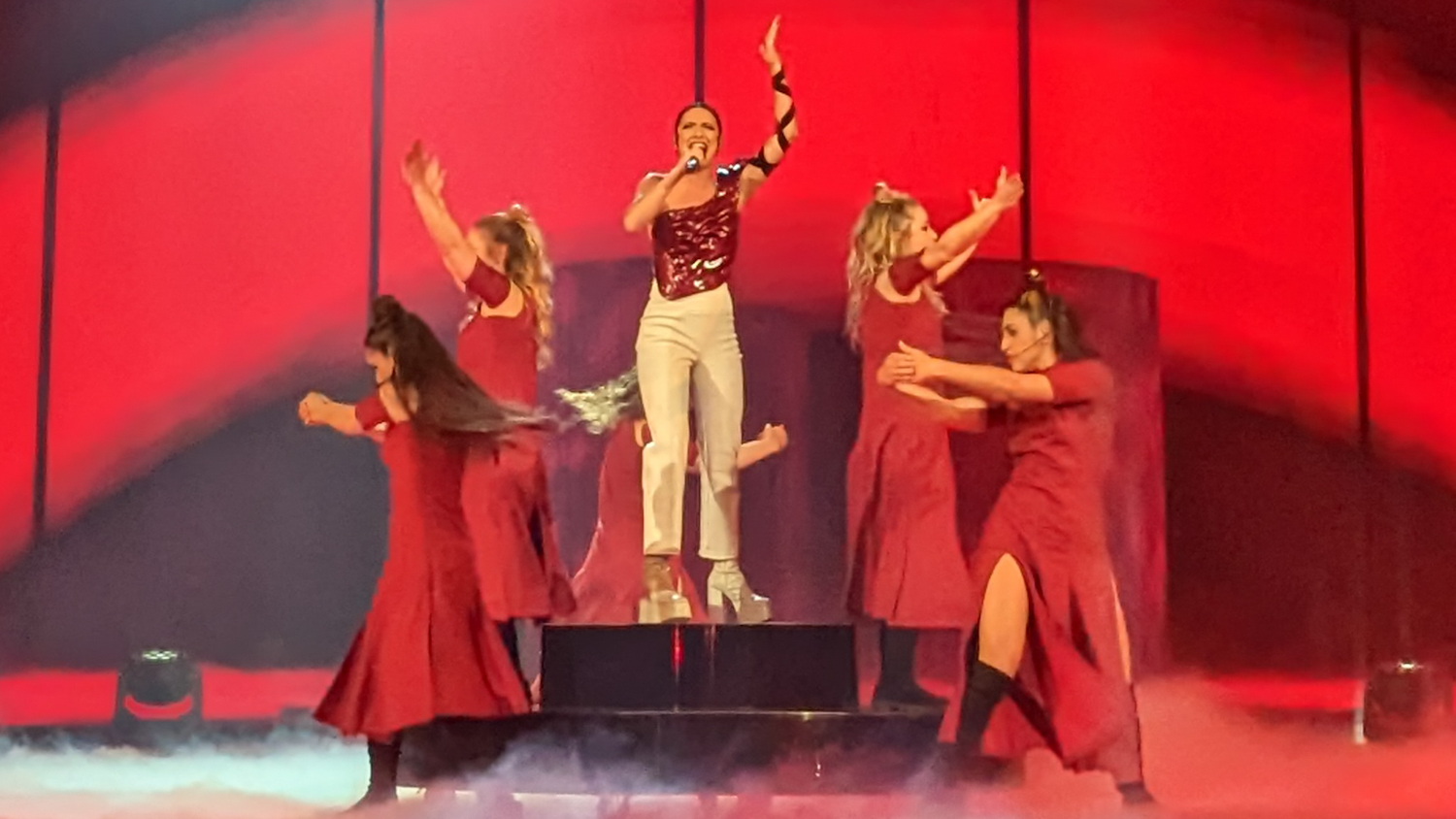
Blanca Paloma durante l'esecuzione di Eaea durante la finale dell'Eurovision Song Contest, 13 maggio 2023

Il 25 ottobre 2022 Blanca Paloma è stata confermata fra i 18 partecipanti al Benidorm Fest 2023, festival utilizzato per selezionare il rappresentante spagnolo all'annuale Eurovision Song Contest, dove avrebbe presentato Eaea come inedito. Il brano è stato presentato insieme a quelli degli altri semifinalisti il 18 dicembre, ed è stato reso disponibile sulle piattaforme digitali a partire dal successivo 20 dicembre. La cantante si è esibita dal vivo con Eaea durante la seconda semifinale dell'evento il 2 febbraio 2023, dove ha ottenuto i punteggi più alti da pubblico e giuria; ha quindi nuovamente eseguito il brano nella finale del 4 febbraio, dove è risultata la vincitrice delle votazioni della giuria e del pubblico, diventando di diritto la rappresentante spagnola all'Eurovision Song Contest 2023 a Liverpool. Nel maggio successivo, in occasione della finale eurovisiva, la canzone si è classificata al 17º posto su 26 partecipanti con 100 punti totalizzati, di cui 95 dalle giurie, che l'hanno piazzata al 9º posto, e 5 dal televoto, il punteggio più basso della serata da parte del pubblico.

## Tracce
Testi e musiche di Blanca Paloma, Jose Pablo Polo e Álvaro Tato.
1. Eaea – 2:59

## Classifiche
| Classifica (2023) | Posizione massima |
| ----------------- | ----------------- |
| Lituania          | 67                |